# Red Rock Outlaw
Red Rock Outlaw è un film del 1949 diretto da Elmer Clifton con il nome Elmer S. Pond.
È un western statunitense con Bob Gilbert, Ione Nixon e Lee 'Lasses' White.

## Produzione
Il film fu diretto e prodotto da Elmer Clifton su una sceneggiatura dello stesso Clifton e di Anita V.M. Robertson e un soggetto di Bob Gilbert, per la Raymond Friedgen

### Le musiche
La colonna sonora Home on the Range è di Brewster M. Higley, accreditato come Dr. Brewster M. Higley.
Nel film vengono eseguite anche Alimony, testo e musica di Carolyn Ross e Cliff Huddleston, cantata da Wanda Cantlon, e Boogie Woogie Cowboy, Boogie Joe e My Heart Betrays How I Love You, canzoni di cui non si conoscono i compositori.
Le coreografie sono firmate da Wanda Cantlon.

## Distribuzione
Il film fu distribuito negli Stati Uniti dal 16 dicembre 1949 al cinema dalla Raymond Friedgen.

## Promozione
Le tagline sono:
- THRILL AFTER THRILL IN A STORY OF THE OLD WEST!
- $5000.00 REWARD FOR HIS CAPTURE... BUT ONLY ONE PERSONCOULD REALLY IDENTIFY HIM... !